# Douglas County, Colorado
Douglas County är ett administrativt område i delstaten Colorado, USA, med 285 465 invånare. Den administrativa huvudorten (county seat) är Castle Rock.

## Geografi
Enligt United States Census Bureau har countyt en total area på 2 183 km². 2 176 km² av den arean är land och 7 km² är vatten. 

### Angränsande countyn
- Jefferson County, Colorado - väst
- Arapahoe County, Colorado - nord
- Elbert County, Colorado - öst
- El Paso County, Colorado - sydöst
- Teller County, Colorado - syd